# Pellionia sumatrana
Pellionia sumatrana är en nässelväxtart som beskrevs av Spencer Le Marchant Moore. Pellionia sumatrana ingår i släktet Pellionia och familjen nässelväxter. Inga underarter finns listade i Catalogue of Life.